# Epiplema chremesaria
Epiplema chremesaria är en fjärilsart som beskrevs av William Schaus 1913. Epiplema chremesaria ingår i släktet Epiplema och familjen Uraniidae. Inga underarter finns listade i Catalogue of Life.